# Мужчине живётся трудно. Фильм 29: Торадзиро и любовь гортензии
«Мужчине живётся трудно. Фильм 29: Торадзиро и любовь гортензии» (яп. 男はつらいよ　寅次郎あじさいの恋, отоко-ва цурай ё: торадзиро. адзисай-но кои; англ. Hearts and Flowers for Tora-san  (Tora-san 29) — японская комедия режиссёра Ёдзи Ямады, вышедшая на экраны в 1982 году. 29-й фильм популярного в Японии киносериала о комичных злоключениях незадачливого чудака Торадзиро Курума, или по-простому Тора-сана. По результатам проката фильм посмотрели 1 млн. 393 тыс. японских зрителей.

## Сюжет
Бродя по берегам реки Камо в Киото, Тора-сан встречает старика Сакудзиро Кано, который приглашает его выпить в ресторане. Они вдвоём напиваются, и на следующее утро Торадзиро просыпается в большом доме Кано, который он по ошибке принимает за гостиницу. Как оказалось, Сакудзиро Кано является как бы национальным живым сокровищем Японии, одним из почитаемых старых мастеров керамики. Но, как это обычно и бывает с незадачливым простаком Торадзиро, он не понимая ничего в гончарном искусстве, принимает высокочтимого старика за обыкновенного гончара и начинает плести невесть какую ахинею к большому огорчению преданного ученика мастера, Кондо. Однако его прямой разговор впечатляет и развлекает горничную Кагари, симпатичную вдову.
Кагари давно уже помолвлена с одним из учеников Кано, Канбарой, но он отказывается от неё, когда подвернулась возможность вступить в брак с девушкой из богатой семьи. Старый мастер Кано был разъярён, когда узнал о таком поступке своего ученика, но Кагари внешне спокойно отнеслась к этому известию. Завершив свою работу в доме старика Кано, Кагари возвращается домой, в прибрежный городок, чтобы помогать в работе своей матери. Тора следует за ней, понимая, что влюблён в неё.

## В ролях
- Киёси Ацуми — Торадзиро Курума (или Тора-сан)
- Тиэко Байсё — Сакура, сестра Торадзиро
- Аюми Исида — Кагари
- Акира Эмото — Кондо
- Нидзаэмон Катаока — Сакудзиро Кано
- Гин Маэда — Хироси, муж Сакуры
- Масами Симодзё — Рюдзо Курума, дядя Тора-сана
- Тиэко Мисаки — Цунэ Курума, тётя Тора-сана
- Хидэтака Ёсиока — Мицуо Сува, сын Сакуры и Хироси, племянник Тора-сана
- Хисао Дадзай — Умэтаро, босс Хироси
- Тисю Рю — Годзэн-сама, священник

## Премьеры
- — национальная премьера фильма состоялась 7 августа 1982 года в Токио[1].
- — премьерный показ в США 24 декабря 1982 года[3].
- — впервые был показан в Китае 22 ноября 2006 года в рамках Фестиваля японских фильмов[3].

## Награды и номинации
Премия Японской киноакадемии
- 6-я церемония вручения премии (1983)[4]

Номинации:
- лучшая актриса — Аюми Исида (ex aequo: «Выпадение»)
- лучший актёр второго плана — Акира Эмото (ex aequo: «Подозрение», «Река Дотомбори» и «Девочка в матроске и автомат»)
- лучшая музыка к фильму — Наодзуми Ямамото (ex aequo: «Победа» и «Великая японская война»)

Премия «Голубая лента»
- 25-я церемония награждения (1983 год)[5]

Выиграны:
- Премия лучшему актёру второго плана 1982 года — Акира Эмото (ex aequo: «Река Дотомбори»)

Hochi Film Awards
- Церемония 1982 года[6]

Выиграны:
- Премия лучшему актёру второго плана 1982 года — Акира Эмото (ex aequo: «Река Дотомбори»)

Премия журнала «Кинэма Дзюмпо» (1983)
- Номинация на премию за лучший фильм 1982 года, однако по результатам голосования занято лишь 14-е место